# Флаг Костромской области
Флаг Костромско́й области является (наряду с гербом) официальным геральдическим символом Костромской области Российской Федерации.

## Флаг 2006 года
«Флаг области представляет собой прямоугольное полотнище с отношением ширины к длине 2:3, состоящее из трёх вертикальных полос: двух красного (по краям, каждая шириной в 1/4 длины полотнища) и одна синего цветов. В центре синей полосы — главная фигура герба Костромской области: жёлтый корабль. Высота изображения корабля составляет 1/2 от высоты полотнища, ширина — 1/3 от длины полотнища».

## Флаг 2000 года
Флаг области повторял схему флага РСФСР.
«Флаг Костромской области представляет собой прямоугольное полотнище красного цвета с голубой полосой вдоль древка во всю ширину Флага, составляющей одну восьмую длины, с двусторонним изображением в центре Герба Костромской области. Отношение ширины Флага к его длине — 2:3, высота Герба составляет одну треть ширины полотнища Флага».